# Dudley Thompson
Dudley Joseph Thompson, OJ, QC (* 19. Januar 1917 in Panama; † 20. Januar 2012 in New York, USA) war ein jamaikanischer Rechtsanwalt, Diplomat und Politiker der People’s National Party (PNP).

## Leben
Dudley Thompson wurde am 19. Januar 1917 als Sohn von Daniel und Ruby Thompson in Panama geboren und wuchs in Jamaika auf. Er besuchte das Mico College, arbeitete danach als Lehrer und wurde 1937 Schuldirektor, bevor er sich als Freiwilliger bei der Royal Air Force (RAF) meldete. Er wurde zunächst am Officer's Training College der RAF in Cranwell ausgebildet, dann nahm er von 1941 bis 1945 als Mitglied von Flugzeugbesatzungen des britischen RAF Bomber Command am Zweiten Weltkrieg in Europa teil. Er wurde mehrfach ausgezeichnet und bis zum Rang des Flight Lieutenant befördert. Nach dem Krieg studierte er ab 1947 als Rhodes-Stipendiat an der University of Oxford. Er schloss das Studium mit dem Master of Arts in Rechtswissenschaften ab, später erwarb er noch den Bachelor of Civil Law. Anschließend war er beruflich als Rechtsanwalt tätig, zunächst in Ostafrika, später auch in Jamaika, den Bahamas, Bermuda und weiteren westindischen Ländern. Thompson war u. a. ab 1962 Vorsitzender der Jamaica Bar Association. Im Jahr 1963 wurde er zum Queen’s Council (QC) ernannt.
Nachdem er sich zur Ruhe gesetzt hatte, verbrachte er die letzten Jahre seines Lebens in Weston in Florida. Thompson war verheiratet und Vater von fünf Kindern.

### Politik
Thompson war von 1962 bis 1978 Senator für die People’s National Party, dann wurde er im Wahlkreis St. Andrew Western ins Repräsentantenhaus gewählt, dem er bis 1983 angehörte.
Während der Regierung von Michael Manley war Thompson zuerst von 1972 bis 1975 Staatsminister im Außenministerium. Zwischen 1977 und 1978 diente er als Minister für Bergbau und natürliche Ressourcen. 1978 wurde er zum Minister für nationale Sicherheit berufen. Für Kontroversen sorgte Thompsons Kommentar „No angels died at Green Bay“ („Es starben keine Engel in Green Bay“), nachdem in Green Bay bei Portmore am 5. Januar 1978 fünf Anhänger der Jamaica Labour Party, darunter auch der bekannte Fußballspieler Norman Thompson, von Angehörigen der jamaikanischen Armee in einen Hinterhalt gelockt und erschossen wurden. Im Jahr 1999 entschuldigte er sich für den Ausspruch und erklärte, es sei ein der angespannten Atmosphäre der späten 1970er Jahre geschuldetes Fehlurteil gewesen. 1979 wurde Thompson zum Chairman der PNP gewählt.

### Diplomatie
Nachdem er sich aus der Politik zurückgezogen hatte, war er für sein Land als Botschafter bzw. Hochkommissar in Nigeria, Ghana, Sierra Leone und Namibia tätig, sowie als oberster Repräsentant Jamaikas bei der Seerechts-Konferenz. Er spielte eine führende Rolle dabei, Kingston als Sitz der Internationalen Meeresbodenbehörde zu etablieren.

### Panafrikanismus
Er engagierte sich langjährig für die panafrikanische Bewegung, nahm am fünften Panafrikanischen Kongress in Manchester teil und gehörte schon in den 1950er Jahren zu den führenden Mitgliedern des internationalen Rechtsanwaltsteams, das Jomo Kenyatta, den späteren Präsidenten Kenias, vertrat, als die Briten ihm wegen des Mau-Mau-Kriegs den Prozess machten. Er war in den 1950er Jahren auch als Rechtsberater für Julius Nyerere tätig, der später erster Präsident Tansanias wurde. Von 2008 bis zu seinem Tod war Thompson Präsident der World Africa Diaspora Union (WADU).

### Tod
Thompson verstarb am 20. Januar 2012 in New York nach einem Herzinfarkt. Am 10. Februar 2012 wurde er nach einer Trauerzeremonie in der Holy Trinity Kathedrale in Kingston, an der u. a. Generalgouverneur Patrick Allen, Premierministerin Portia Simpson Miller, Oppositionsführer Andrew Holness, der ehemalige Premierminister Percival J. Patterson sowie der Führer der Nation of Islam Louis Farrakhan teilnahmen, auf dem Militärfriedhof im Briggs Park beigesetzt.

## Ehrungen
- Order of Jamaica (1989)[10]
- Order of Balboa (Panama)

## Werke
- Dudley J. Thompson, Margaret Cezair Thompson: From Kingston to Kenya – The Making of a Pan-Africanist Lawyer, Majority Press, 1993. ISBN 978-0-912469-29-4
- Barrington Watson (Illustrationen), Dudley J. Thompson, mit einem Vorwort von Kofi Annan:  The Pan-Africanists, Africa World Press 2000. ISBN 978-0-86543-809-5